# タケヤ
株式会社タケヤ（英: Takeya Co.）は、東京都立川市に本社を置く靴小売業者である。「テイクワン」「CROCEED」などの店名で靴店を全国展開していた。

## 概要
1932年(昭和7年)、岸澤竹次郎が靴職人として独立し杉並区高円寺で創業。現在でいうグッドイヤー製法の靴を製造販売した。1945年(昭和20年)、高円寺の店舗が空襲で焼失したため、青梅市仲町に疎開し靴の小売・修理店を開店。1950年(昭和25年)に青梅市本町へ移転したのち、1960年(昭和35年)に店舗を建て替えて靴小売専門店の1号店を開店させた。固定客獲得のため積極的に広告を出し、顧客名簿を基にチラシを配布したり、流行に合わせ新商品を取り揃えたりするなどの取り組みを行っていた。
昭和40年代初めには約10店舗を展開、屋号を「タケヤ」から「サンシューズ」に改めた。1968年(昭和43年)以降は関西や九州にも進出した。西友ストアーやサンコーの靴売場を担当したほか、ニチイ・ダイエー・ジャスコなどショッピングセンターに出店。1972年(昭和47年)9月、西友ストアー荻窪店の靴売場に高千穂交易製のPOSターミナルを実験的に導入したのをきっかけに、翌年末までに同ターミナルを全店に導入した。1973年(昭和48年)2月時点で72店舗を展開し、靴小売で全国首位の規模のチェーンだった。1982年(昭和57年)、ロードサイド型の大型店「テイクワン」の1号店を出店。1989年(平成元年)からはスーパーマーケットなどの大型商業施設に「CROCEED」を出店。顧客層に応じて業態を立ち上げ「Take5」「le petit bois」「coche et coche」などの店名でも店舗を展開した。2010年(平成22年)4月には、西堀ローサを運営する新潟地下開発の強い要請を受け、核テナントとなる「Take5」を出店。2013年(平成25年)時点で全国に150店舗超を有したが、商業施設への大量出店が経営の悪化を招き、2019年(令和元年)8月30日、東京地裁へ民事再生法の適用を申請した。2020年(令和2年)2月21日、北陸地方で靴店を展開するワシントン靴店(富山県富山市)に事業を譲渡した。

## 沿革
- 1932年(昭和7年)、岸澤竹次郎が杉並区高円寺にて靴店を開業[2]。
- 1945年(昭和20年)、青梅市へ移転。
- 1962年(昭和37年)2月、「株式会社タケヤ」を設立。
- 1982年(昭和57年)、「テイクワン」1号店を出店。
- 1989年(平成元年)、「CROCEED」1号店を出店。
- 1991年(平成3年)、店舗数が100店舗に到達[4]。
- 2013年(平成25年)、店舗数が150店舗に到達[4]。
- 2014年(平成26年)5月、立川市に本社を移転[6]。
- 2015年(平成27年)9月、ユウシュウ・インターナショナル(東京都台東区)を買収[6]。
- 2019年(令和元年)8月、東京地裁へ民事再生法の適用を申請[6]。
- 2020年(令和2年)2月、ワシントン靴店(富山県富山市)に事業を譲渡[8]。

## 店舗
「テイクワン」「CROCEED」「Take5」「SHOEZA」「NEOSTA」「Tiaracara」「Glass Tiaracara」「coche et coche」「MiG+」「le petit bois」「SUNNYROOM」などの店名で店舗を展開。
2019年(令和元年)10月時点で96店舗を展開し、売上高は業界14位。不採算店舗の閉店を経て、2020年(令和2年)1月時点で62店舗を展開。事業譲渡後はワシントン靴店が運営している。